# Dennis Kuipers
Dennis Kuipers (Borne, 23 november 1985) is een Nederlands rallyrijder.

## Carrière

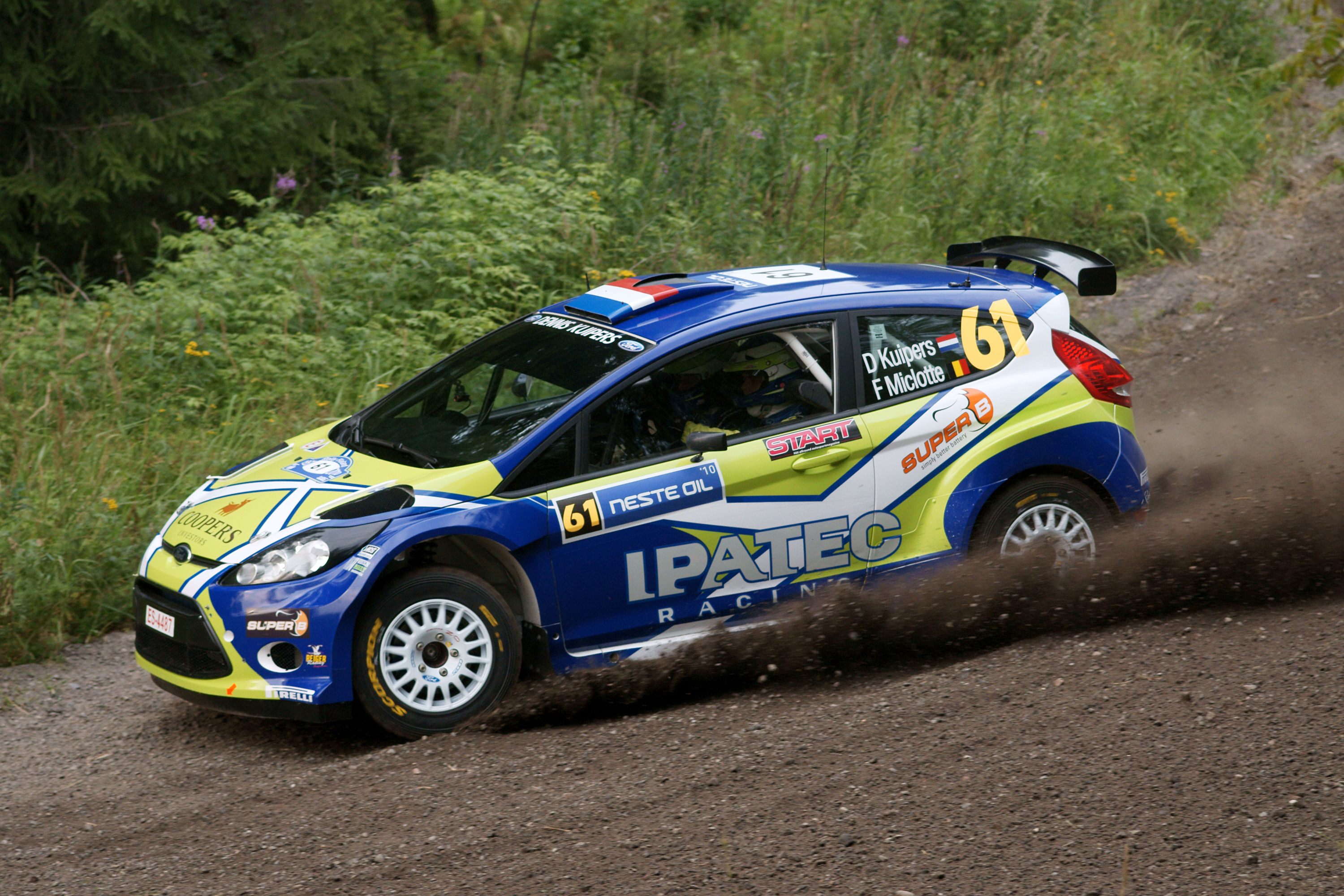
Kuipers actief met een Ford Fiesta S2000 in Finland in 2010

Als zoon van zakenman René Kuipers, die buitenom ook meedoet aan het rijden van rally's, debuteerde Dennis Kuipers in 2007 in de rallysport in het Nederlands kampioenschap. Zijn eerste optreden in het wereldkampioenschap rally kwam in Duitsland in het seizoen 2008, waar hij achter het stuur van een Ford Focus RS WRC als 18e eindigde. Datzelfde jaar won hij met deze auto ook de Lausitz Rallye in Duitsland, wat daarmee zijn eerste grote overwinning uit zijn carrière werd.
In het seizoen 2010 werd hij in het WK rally onderdeel van het Stobart Ford Rally Team, waar Kuipers achter het stuur kroop van een Ford Fiesta S2000 in de Super 2000 categorie. Zijn debuut met deze auto bekroonde hij met een negende plaats in Turkije en zodoende twee punten scoorde voor het rijderskampioenschap. Hij was hiermee de eerste Nederlander die punten heeft gescoord in het WK rally.
In het seizoen 2011 werkte Kuipers onder de vlag van het FERM Power Tools World Rally Team elf WK-rally's af in een Ford Fiesta RS WRC. Kuipers scoorde punten in Portugal, Jordanië, Griekenland en Duitsland. Tijdens de rally van Frankrijk eindigde hij vijfde algemeen, en verbeterde hiermee het beste resultaat van een Nederlander in een WK-rally (die tot op dat moment op naam stond van Man Bergsteijn, die zevende eindigde tijdens de rally van Canada in 1978). Hij greep ook nog naar punten in Catalonië en Groot-Brittannië en eindigde in het kampioenschap uiteindelijk als twaalfde, terwijl zijn team de vijfde plaats bezette bij de constructeurs. In het seizoen 2012 keerde hij in Portugal terug in het WK rally, het evenement eindigend als zesde algemeen. Hij nam eveneens deel aan de 2013 editie van het evenement, maar moest dit keer in de slotfase opgeven op het moment dat hij zevende lag in het klassement.

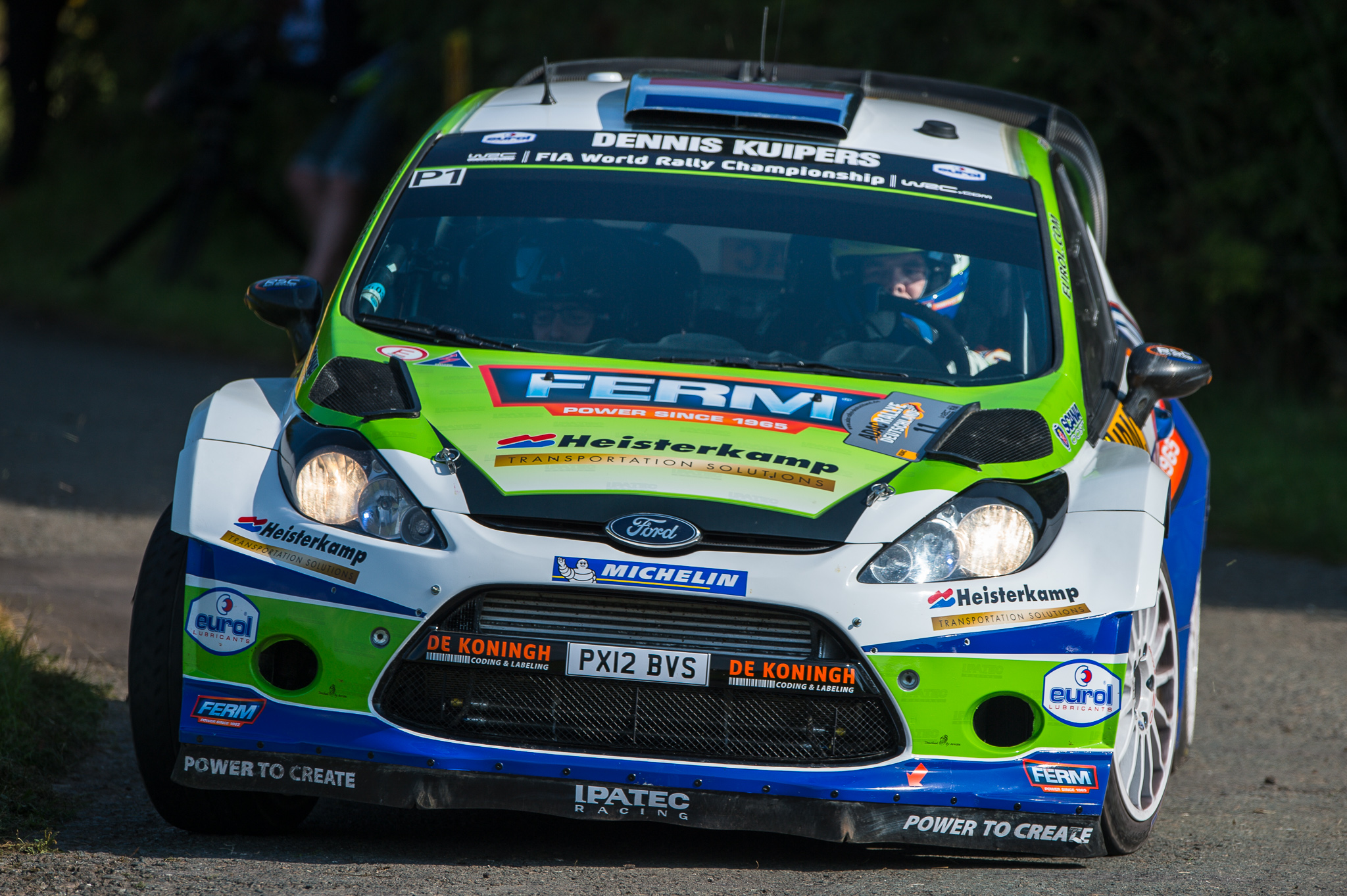
Kuipers actief met een Ford Fiesta RS WRC tijdens de Rally van Duitsland in 2014

In september 2013 won hij de Rally van Hellendoorn, en herhaalde dit resultaat een jaar later. In 2014 rijdt Kuipers ook weer een paar rally's van de WK-kalender.

## Complete resultaten in het wereldkampioenschap rally

### Overzicht van deelnames
| Seizoen | Inschrijving                      | Auto                 | 1      | 2      | 3      | 4      | 5      | 6      | 7      | 8      | 9      | 10     | 11     | 12     | 13     | 14  | 15  | Pos. | Punten |
| ------- | --------------------------------- | -------------------- | ------ | ------ | ------ | ------ | ------ | ------ | ------ | ------ | ------ | ------ | ------ | ------ | ------ | --- | --- | ---- | ------ |
| 2008    | Dennis Kuipers                    | Ford Focus RS WRC 06 | MON    | ZWE    | MEX    | ARG    | JOR    | ITA    | GRI    | TUR    | FIN    | DUI 18 | NZL    | SPA    | FRA    | JPN | GBR | -    | 0      |
| 2009    | Ipatec Racing                     | Ford Focus RS WRC 06 | IER    | NOO    | CYP    | POR NF | ARG    | ITA    | GRI    | POL    | FIN    | AUS    | SPA    | GBR 16 |        |     |     | -    | 0      |
| 2010    | Ipatec Racing                     | Ford Focus RS WRC 06 | ZWE 37 | MEX    | JOR    |        |        |        |        |        |        |        |        |        |        |     |     | 19   | 2      |
| 2010    | Stobart M-Sport Ford Rally Team   | Ford Fiesta S2000    |        |        |        | TUR 9  | NZL    | POR 19 | BUL 13 | FIN NF | DUI 24 | JPN    | FRA 17 | SPA 11 | GBR 16 |     |     | 19   | 2      |
| 2011    | FERM Power Tools World Rally Team | Ford Fiesta RS WRC   | ZWE 13 | MEX NF | POR 10 | JOR 9  | ITA NF | ARG    | GRI 10 | FIN 11 | DUI 10 | AUS    | FRA 5  | SPA 9  | GBR 8  |     |     | 12   | 21     |
| 2012    | M-Sport Ford World Rally Team     | Ford Fiesta RS WRC   | MON    | ZWE    | MEX    | POR 6  | ARG    | GRI    | NZL    | FIN    | DUI    | GBR    | FRA    | ITA    | SPA    |     |     | 18   | 8      |
| 2013    | Qatar World Rally Team            | Ford Fiesta RS WRC   | MON    | ZWE    | MEX    | POR NF | ARG    | GRI    | ITA    | FIN    | DUI    | AUS    | FRA    | SPA    | GBR    |     |     | -    | 0      |
| 2014*   | M-Sport World Rally Team          | Ford Fiesta RS WRC   | MON    | ZWE    | MEX    | POR    | ARG    | ITA    | POL    | FIN    | DUI 8  | AUS    | FRA 11 | SPA    | GBR    |     |     | 20   | 4      |

* Seizoen loopt nog.